# C. J. Watson
Charles "C. J." Akeem Watson Jr. (Las Vegas, 17 de abril de 1984) é ex um jogador norte-americano de basquete profissional que por último atuou pelo Orlando Magic, disputando a National Basketball Association (NBA).